# Glengarry (Tasmanien)
Glengarry ist eine Ortschaft im Norden Tasmaniens, etwa 25 km von Launceston entfernt. 2016 hatte die Gemeinde 525 Einwohner.
Das erste Postamt von Glengarry wurde 1878 eröffnet. Heute befinden sich in der Umgebung zwei Weinbaugebiete.